# Pareudesmoscolex lacustris
Pareudesmoscolex lacustris is een rondwormensoort uit de familie van de Desmoscolecidae. De wetenschappelijke naam van de soort is voor het eerst geldig gepubliceerd in 1969 door Juget.